# ジョヴァンニ・ヴィットーリオ・ローシー
ローシー、ジョヴァンニ・ヴィットーリオ・ローシー（Giovanni Vittorio Rosi / Rossi, 1867年10月18日 - 1940年9月6日）は、イタリアの振付師、演出家、教育者である。浅草オペラの源流となる東京・内幸町の帝国劇場歌劇部のオペラを指導し、6年間の滞在で　日本のダンス界・オペラ界に深い影響を与えた。
日本ではローシーとして知られる。アルファベット表記は資料により「Rosi」、「Rossi」の両論がある。現代のイタリア語の日本語表記の通例では、前者はロージ、後者はロッシであるが、ヘボン（Hepburn）の例に倣い従来日本で親しまれた「ローシー」で表記した。

## 人物・来歴
1867年（慶応3年）10月18日、イタリアのローマあるいはミラノに生まれたとされる。
ミラノのスカラ座付属バレエ学校を卒業後、ダンサー、マイムアーテストとして活動、スカラ座に入団した。
1902年に英国に渡り、1904年1月から1910年の間、ロンドン・ウエスト・エンドのミュージックホール『アルハンブラ劇場』の振付師として活動した。

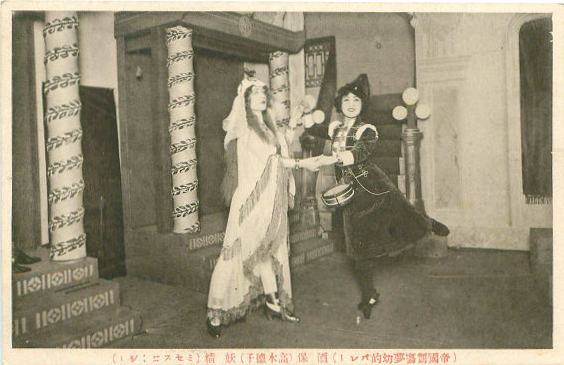
『夢幻的バレー』
ローシー夫人（妖精）・高木徳子（酒保）
（1915年2月 帝国劇場）

1912年（大正元年）、帝国劇場に招かれて来日、同劇場の歌劇部のオペラ指導者に就任、エンゲルベルト・フンパーディンクの『ヘンゼルとグレーテル』、ジャック・オッフェンバックの『天国と地獄』、『蝶々夫人』、『魔笛』の日本初演を指導・演出した。日本語訳は小林愛雄が行った。1915年（大正4年）2月1日、高木徳子がローシーの振付による『夢幻的バレー（夢幻的バレエ）』で国内デビューを果たしている。
帝劇歌劇部はオーケストラ要員の費用が嵩むことなどから、1914年（大正3年）5月21日から洋劇部と改称して通俗的洋劇の上演に方針転換したが、あまり好評は得られずに1916年（大正5年）5月には解散となった。ローシー指導の帝劇歌劇の出身者には、天野喜久代、石井漠、伊藤道郎、岸田辰弥、沢モリノ、清水金太郎、高田雅夫、高田せい子などがいる。
1916年10月、帝劇との契約満了となったローシーは、小林愛雄も含めた帝国劇場洋劇部出身者を率いて東京・赤坂に「ローヤル館」を創立した。この時、帝劇専務であった山本久三郎は無謀の挙であるとしてローシーを極力止めたが聞き容れず、改装などに私財を投じた。ローヤル館ではジュゼッペ・ヴェルディの『椿姫』等を上演し、田谷力三など、後に浅草オペラで活躍する人材も集まったが興行的には失敗した。1917年（大正6年）11月、原信子はローヤル館を去っている。1918年（大正7年）2月には、ローヤル館を解散、ローシー夫妻は帝劇の山本専務などからの餞別を旅費としてアメリカに渡った。
没年・死没地は不詳であるとされてきたが、アメリカに定住した後はダンス教師として活動を続け、1940年に没した。

## テキサス大資料
テキサス大学アーカイブは、彼のバレエ作品「クオバディス」関連資料を保存している。資料によると、姓はRosi。「クオバディス」は1904-05年に制作された。資料の中には原稿や楽譜に交じって映画「クオバディス」に関する1949年の新聞記事の切り抜きが入っている。テキサス大の調査によると、彼はローマ生まれで1904-08年にはロンドンのアルハンブラ劇場でバレエを担当、ロサンゼルスでも指導者として活動している。

## 関連事項
- 小林愛雄
- 浅草オペラ

## 註
1. 1 2 3 4 5 6 7 8 9 10 11 12 13  コトバンクサイト内の記事「ローシー」の記述を参照。書籍版『日本人名大辞典』（講談社）からの2009年1月20日現在の抜粋である。
2. 1 2 3 4 5 6 7 8 9 10 11 12 13 14 15  Yahoo!百科事典サイト内の記事「ローシー」の記述を参照。『日本大百科全書』（小学館）の記述によるもので、執筆者は市川雅である。
3. ↑  新国立劇場公式サイト内の「日本洋舞史年表 I 1915 - 1921年」を参照。
4. 1 2 3 4  帝劇史編纂委員会（編）「帝劇の50年」 1966年、東宝株式会社.
5. ↑  上野房子「大正オペラの祖ローシーの〈空白時代〉を探る──バランシンに繋がった波瀾万丈なる生涯」（杉山・中野編『浅草オペラ』2017）